# Чарностув
Чарностув (пол. Czarnostów) — село в Польщі, у гміні Карнево Маковського повіту Мазовецького воєводства.
Населення — 284 особи (2011).
У 1975-1998 роках село належало до Цехановського воєводства.

## Демографія
Демографічна структура станом на 31 березня 2011 року:
|          | Загалом | Допрацездатний вік | Працездатний вік | Постпрацездатний вік |
| -------- | ------- | ------------------ | ---------------- | -------------------- |
| Чоловіки | 145     | 31                 | 97               | 17                   |
| Жінки    | 139     | 39                 | 71               | 29                   |
| Разом    | 284     | 70                 | 168              | 46                   |